# Matt Turner (voetballer)
Matthew Charles Turner (Park Ridge, New Jersey, 24 juni 1994) is een Amerikaans-Litouws voetballer die speelt als doelman. In augustus 2023 verruilde hij Arsenal voor Nottingham Forest. In 2021 debuteerde hij in het Amerikaans elftal.

## Clubcarrière
Op highschool beoefende Turner voetbal als veldspeler om fit te blijven voor basketbal en honkbal. Turner wilde op de tweede dag niet terugkeren, maar werd door zijn vader overtuigd om als doelman te spelen. Geïnspireerd door het WK 2010 ging hij voetbal spelen als belangrijkere sport dan honkbal. Turner voetbalde bij de Fairfield University en voor Jersey Express.

### New England Revolution
In 2016 werd Turner niet gekozen bij de draft van de Major League Soccer. Op 4 maart 2016 werd bekend dat hij een profcontract ondertekende bij New England Revolution, nadat hij in de voorbereiding al een stage liep. Binnen twee maanden later werd hij verhuurd aan Richmond Kickers, waarvoor hij op 30 april 2016 debuteerde met een clean sheet tegen het tweede elftal van Toronto FC in de USL Championship. In twee seizoenen bij Richmond Kickers speelde Turner een totaal van 27 wedstrijden. In 2018 kreeg hij de voorkeur onder de lat van Brad Friedel bij New England Revolution boven Cody Cropper en Brad Knighton. Hij maakte zijn debuut voor New England Revolution bij een 2–0 nederlaag. Nadat de club tussen juli en september 2018 wedstrijden negen achtereenvolgende wedstrijden niet wist te winnen, werd Turner in de opstelling gepasseerd en vervangen door Knighton. In de laatste wedstrijd van het seizoen tegen CF Montréal stond Turner wel weer onder de laat en hield hij de nul.
Turner was aan het begin van het seizoen 2019 de derde keus, achter Knighton en Cropper, maar hij wist een basisplaats te heroveren. Op 26 mei 2019 werd hij van het veld gestuurd voor een overtreding. Hij werd voor twee competitiewedstrijden geschorst. Op 12 juni 2019 stopte hij een strafschop van Alex Muyl, waarna New England Revolution na een verlenging het bekerduel met New York Red Bulls wist te winnen. In augustus 2019 maakte New England Revolution bekend het contract van Turner te hebben verlengd. De club werd later dat jaar uitgeschakeld in de eerste ronde van de play-offs in de MLS. In het seizoen 2020 was Turner een onbetwiste basisspeler. In het MLS is Back-toernooi in 2020 incasseerde Turner twee tegendoelpunten en werd de club in de achtste finales uitgeschakeld. In de play-offs van de MLS werd de club in de halve finales uitgeschakeld door Columbus Crew.
In januari 2021 werd het contract van Turner verlengd. Tussen 8 juli en 1 augustus 2021 miste Turner enkele competitiewedstrijden door zijn deelname aan de Gold Cup. Op 8 augustus 2021 werd hij evenals zijn teamgenoten Gustavo Bou, Tajon Buchanan en Carles Gil verkozen om de Amerikaanse competitie te vertegenwoordigen bij de MLS All-Star Game. Het MLS All-Star Team won na een strafschoppenreeks, waarin Turner twee penalty's stopte, waardoor de MLS de wedstrijd won en Turner werd verkozen tot MVP. In het reguliere seizoen 2021 won New England Revolution de MLS Supporters' Shield en werd Turner benoemd tot de doelman van het jaar in de MLS.

### Arsenal FC
Op 11 februari 2022 werd bekend dat Turner in juni 2022 de overstap ging maken naar Arsenal FC. Turner maakte op 8 september 2022 zijn debuut voor Arsenal FC, tegen FC Zürich in de UEFA Europa League (1–2 zege). In de weken die volgden speelde hij nog drie wedstrijden in de Europa League, tegen PSV en twee keer tegen FK Bodø/Glimt. Hij hield in elk van die drie wedstrijden de nul. Toch kreeg Aaron Ramsdale de voorkeur onder de lat.

## Clubstatistieken
| Seizoen         | Club                   | Competitie          | Competitie | Competitie | Beker | Beker | Continentaal | Continentaal | Totaal | Totaal |
| Seizoen         | Club                   | Competitie          | Wed.       | Dlp.       | Wed.  | Dlp.  | Wed.         | Dlp.         | Wed.   | Dlp.   |
| --------------- | ---------------------- | ------------------- | ---------- | ---------- | ----- | ----- | ------------ | ------------ | ------ | ------ |
| 2016            | → Richmond Kickers     | USL Championship    | 7          | 0          | —     | —     | —            | —            | 7      | 0      |
| 2017            | → Richmond Kickers     | USL Championship    | 20         | 0          | —     | —     | —            | —            | 20     | 0      |
| Club totaal     | Club totaal            | Club totaal         | 27         | 0          | 0     | 0     | 0            | 0            | 27     | 0      |
| 2018            | New England Revolution | Major League Soccer | 27         | 0          | 0     | 0     | —            | —            | 27     | 0      |
| 2019            | New England Revolution | Major League Soccer | 21         | 0          | 2     | 0     | —            | —            | 23     | 0      |
| 2020            | New England Revolution | Major League Soccer | 23         | 0          | 4     | 0     | —            | —            | 27     | 0      |
| 2021            | New England Revolution | Major League Soccer | 29         | 0          | 0     | 0     | —            | —            | 29     | 0      |
| 2022            | New England Revolution | Major League Soccer | 5          | 0          | 0     | 0     | —            | —            | 5      | 0      |
| Club totaal     | Club totaal            | Club totaal         | 105        | 0          | 6     | 0     | 0            | 0            | 111    | 0      |
| 2022/23         | Arsenal FC             | Premier League      | 0          | 0          | 0     | 0     | 4            | 0            | 4      | 0      |
| Club totaal     | Club totaal            | Club totaal         | 0          | 0          | 0     | 0     | 4            | 0            | 4      | 0      |
| Carrière totaal | Carrière totaal        | Carrière totaal     | 132        | 0          | 6     | 0     | 4            | 0            | 142    | 0      |

## Interlandcarrière

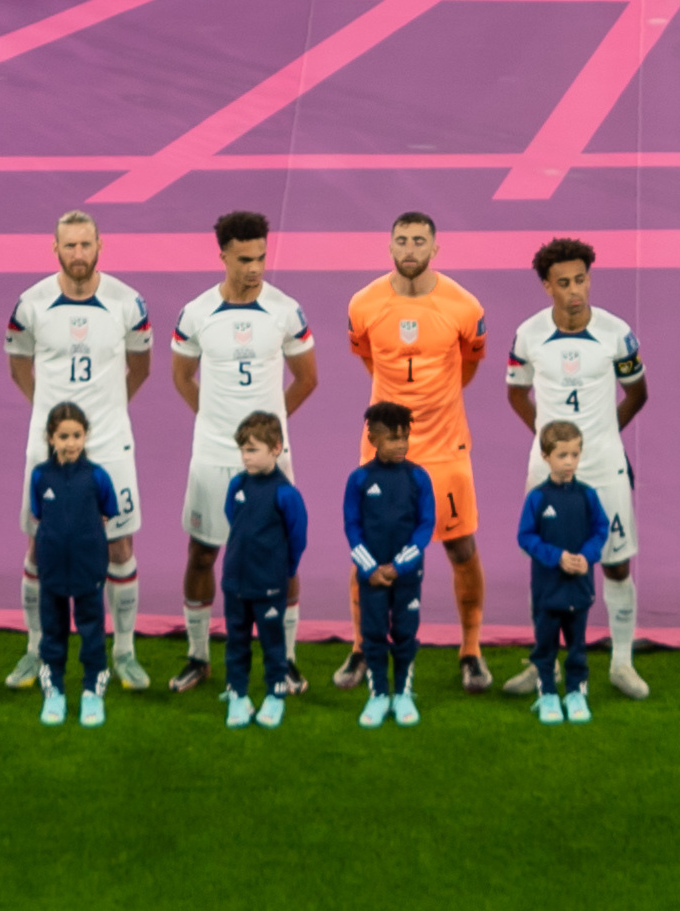
Turner (in het oranje) voorafgaand aan de wedstrijd tegen Wales op het WK 2022.

Op 31 oktober 2019 werd Turner door Gregg Berhalter voor het eerst opgeroepen voor het Amerikaans nationaal elftal. Turner debuteerde op 1 februari 2021 voor het nationale elftal, in een met 7–0 gewonnen oefenwedstrijd tegen Trinidad en Tobago. In de 66ste minuut van die wedstrijd stopte hij een strafschop van Alvin Jones. In de zomer van 2021 was Turner basisspeler bij het nationale elftal tijdens de Gold Cup. Turner wist in vijf wedstrijden zes keer de nul te houden, waaronder in de gewonnen finale tegen Mexico. Het enige tegendoelpunt op het toernooi kwam uit een strafschop van Emmanuel Rivière in de groepswedstrijd tegen Martinique. Na afloop van het toernooi werd Turner benoemd tot beste doelman van het toernooi. In november 2022 werd Turner door Berhalter opgenomen in de selectie voor het WK 2022. Hij speelde alle wedstrijden op het toernooi. In de groepsfase hield hij de nul tegen Engeland en Iran. In de achtste finales werd de Verenigde Staten met 3–1 uitgeschakeld door Nederland.

## Erelijst
New England Revolution
- MLS Supporters' Shield: 2021

 Verenigde Staten
- CONCACAF Gold Cup: 2021

Individueel
- CONCACAF Gold Cup Best Goalkeeper: 2021[16]
- CONCACAF Gold Cup Team van het Toernooi: 2021[18]
- MLS Doelman van het Jaar: 2021[19]
- MLS Team van het Jaar: 2021[20]
- MLS All-Star Game MVP: 2021[12]

4 Morato ·
5 Murillo ·
6 Sangaré ·
7 Williams ·
8 Anderson ·
9 Awoniyi ·
10 Gibbs-White ·
11 Wood ·
12 Omobamidele ·
14 Hudson-Odoi ·
15 Toffolo ·
16 Domínguez ·
17 Moreira ·
18 Ward-Prowse ·
19 Moreno ·
21 Silva ·
21 Elanga ·
22 Yates  ·
24 Sosa ·
25 Dennis ·
26 Sels ·
28 Danilo ·
30 Boly ·
31 Milenković ·
32 O'Brien ·
33 Miguel ·
34 Aina ·
Coach: Nuno
· Assistent-coach: Reid
1 Turner ·
2 Dest ·
3 Zimmerman ·
4 Adams  · 
5 Robinson ·
6 Musah ·
7 Reyna ·
8 McKennie ·
9 Ferreira ·
10 Pulisic ·
11 Aaronson ·
12 Horvath ·
13 Ream ·
14 De la Torre ·
15 Long ·
16 Morris ·
17 Roldan ·
18 Moore ·
19 Wright ·
20 Carter-Vickers ·
21 Weah ·
22 Yedlin ·
23 Acosta ·
24 Sargent ·
25 Johnson ·
26 Scally ·
Coach: Berhalter